# Безіду-Ноу
Безіду-Ноу (рум. Bezidu Nou) — село у повіті Муреш в Румунії. Адміністративно підпорядковане місту Синджорджу-де-Педуре.
Село розташоване на відстані 239 км на північ від Бухареста, 29 км на південний схід від Тиргу-Муреша, 107 км на схід від Клуж-Напоки, 101 км на північний захід від Брашова.

## Населення
За даними перепису населення 2002 року у селі проживали 39 осіб.
Національний склад населення села:
| Національність | Кількість осіб | Відсоток |
| -------------- | -------------- | -------- |
| цигани         | 28             | 71,8%    |
| угорці         | 11             | 28,2%    |

Рідною мовою назвали:
| Мова      | Кількість осіб | Відсоток |
| --------- | -------------- | -------- |
| угорська  | 31             | 79,5%    |
| циганська | 8              | 20,5%    |